# Rafflesia arnoldi
Rafflesia arnoldii és una planta paràsita del gènere Rafflesia, que es troba en els boscs humits d'Indonèsia (sobretot a Sumatra i Borneo) i en les selves del sud-est asiàtic, que desenvolupa la segona flor més grossa del món (Amorphophallus titanum té la flor més grossa). Té una olor forta i desagradable de carn en descomposició.

## Taxonomia
Fou descrita a Sumatra el 1818 per Thomas Stamford Raffles i Joseph Arnold. La inflorescència pot arribar a fins a gairebé un metre de diàmetre i arribar a pesar fins a 11 quilograms, i resulta ser així la flor més gran del món. Es tracta de flors carnoses de color vermellós o ataronjat i de cinc lòbuls que romanen oberts entre cinc i set dies. Com ocorre amb altres plantes amb floracions de gran mida, aquestes només es donen cada diversos anys. Les flors, que desprenen una forta olor fètida (similar a la de la carn podrida), són capaces d'emetre calor. Es creu que ambdós mecanismes els serveixen per a mimetitzar la calor i l'olor d'un animal mort i atreure l'atenció de les mosques carronyeres, que són els insectes que la pol·linitzen.
La planta manca de fulles, brots i arrels; només aflora del sòl la seva flor, i no és capaç de fer la fotosíntesi, ja que li manquen els pigments necessaris. És una planta que parasita els arbres, creixent sobre les seves arrels, d'on obté els nutrients necessaris. Els seus òrgans vegetatius es reduïxen a una xarxa de fibres cel·lulars que es troben majoritàriament entre els teixits de la planta hoste o formant un òrgan retorçat i subterrani anomenat rizomatoide.